# Уркеш
Уркеш, також транслітерований як Уркіш ( аккадською : 𒌨𒆧𒆠 UR.KIŠ KI, 𒌨𒋙𒀭𒄲𒆠 UR.KEŠ 3 KI ; сучасний Тель Мозан ), це тель, або курган поселення, розташований у передгір'ях Таврських гір у провінції Хасеке, на північному сході Сирії . Він був заснований у четвертому тисячолітті до нашої ери, можливо, хурритами, на місці, яке, здається, було заселене раніше протягом кількох століть. Богом міста Уркеш був Кумарбі, батько Тешуба . 
Є й інші сучасні Уркешу стародавні пам’ятки в регіоні верхів’я басейну річки Хабур . Наприклад, Чагар Базар за 22  км на південь від Тель Мозана. Тель Арбід знаходиться за 45 км на південь від Тель Мозана. Тель Брак близько 50 км на південь.
Тель Лейлан знаходиться приблизно в 50 км на схід від Уркеш. Лейлан, Брак і Уркеш були особливо видатними в аккадський період. 
Уркеш є єдиним місцем третього тисячоліття, яке можна надійно пов’язати з хурритами.  Протягом усієї бронзової доби місто було великим центром хурритів.  Написи на печатках свідчать про правителя міста з хурритським ім'ям Тупкіш і його цариці з аккадським ім'ям Укнітум. Тупкіш, який правив під час панування Аккадського Царства, прийняв титул «цар Уркеша і Нагара ».  Цар був відомий під титулом ендан, що означає цар хурритською мовою.
Уркеш був союзником Аккадського Царства через те, що, як вважають, було династичною традицією шлюбу. Вважається, що Тарам-Агаде, дочка аккадського царя Нарам-Сіна, була одружена з царем Уркеша. На початку другого тисячоліття до нашої ери місто перейшло в руки правителів Марі, міста за кілька сотень кілометрів на південь. Цар Уркеша став васалом (і, очевидно, був призначений) Марі. Люди Уркеша, очевидно, обурювалися цим, оскільки в королівські архіви в Марі містять докази їх сильного опору; в одному листі цар Марі каже своєму колезі з Уркеш, що «я не знав, що сини твого міста ненавидять тебе через мене. Але ти мій, навіть якщо місто Уркеш не є таким». У середині тисячоліття Тель-Мозан був   релігійним місцем Мітанні .  Схоже, місто було покинуте приблизно в 1350 році до нашої ери, хоча причина цього наразі археологам невідома. 

## Археологія

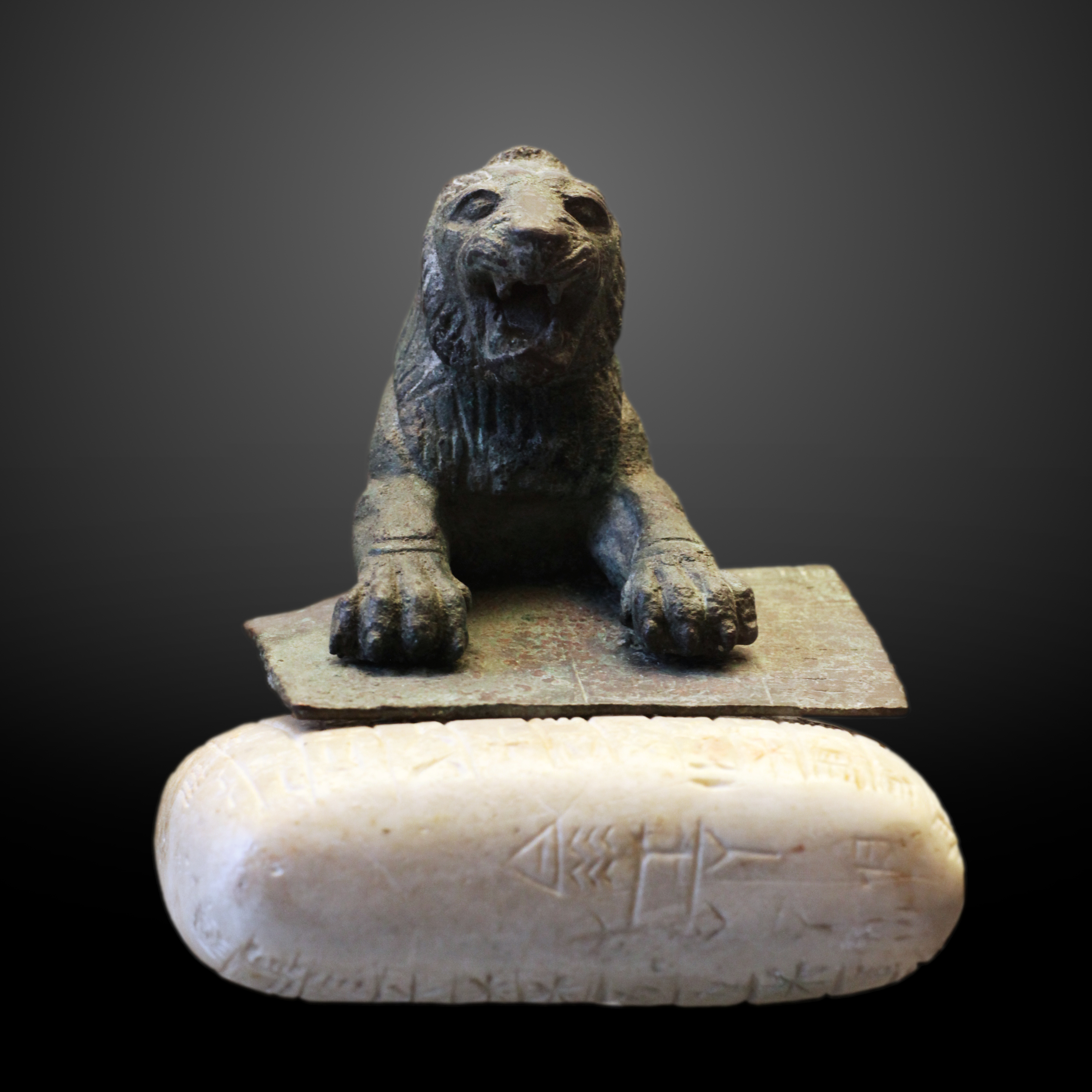
Лев у Луврі та супровідна кам’яна табличка з найдавнішим відомим текстом хурритською мовою

Уся територія охоплює близько 135 гектарів, в основному це зовнішнє місто. Високий курган займає близько 18 гектарів і піднімається на висоту 25 метрів, з 5 підкурганами. Високий курган оточений міською стіною з глинобитної цегли, яка мала приблизно 8 метрів завширшки та 7 метрів у висоту. 
Важливі розкопані споруди включають царський палац Тупкіша, пов’язану з ним некромантичну підземну структуру (Абі), монументальну храмову терасу з площею попереду та храмом на вершині, житлові райони, райони поховань, а також внутрішні та зовнішні міські стіни.  
Зондування на місці вперше було зроблено Максом Маллоуаном під час його обстеження території. Агата Крісті, його дружина, написала, що вони вирішили не продовжувати роботу на цьому місці, оскільки воно, здається, містить римські матеріали.  Однак під час пізніших розкопок не було знайдено жодних слідів рівня римського періоду. Маллован продовжив розкопки Чагар-Базару, іншого місця на південь від Мозана/Уркеша. Розкопки в Тель-Мозан почалися в 1984 році і тривають щонайменше 17 сезонів до теперішнього часу.  Роботою керували Джорджіо Бучеллаті з Каліфорнійського університету в Лос-Анджелесі та Мерилін Келлі-Бучеллаті з Каліфорнійського державного університету в Лос-Анджелесі .      Сезон 2007 року в першу чергу був присвячений опрацюванню публікаційних матеріалів, насамперед розкопок одиниць A16, J1, J3 та J4. Невелике зондування було зроблено в J1, щоб прояснити перехід між Міттані та Хабуром . У розкопках в різний час допомагали інші групи, включаючи Німецький археологічний інститут .
Розкопки в Тель-Мозан відомі тим, що проект цікавить використання технологій в археологічному контексті. Основна увага зосереджена на «Глобальному записі», методі документування, який поєднує записи журналу в гіпертекстовий результат. Ця система поєднує в собі переваги як бази даних, так і підходів прозового типу, оскільки елементи індивідуально пов’язані як через стратиграфію, так і через типологію, і все ж залишаються пов’язаними в більш синтетичне ціле через розповідь археологічного запису. Іншим центром досліджень на місці є застосування консервації. 
Споруди з глиняної цегли, з якої складається більшість споруд, знайдених на сьогоднішній день, збереглися протягом багатьох років за допомогою інноваційної системи. Ця система захищає пам’ятку, водночас дозволяючи детально перевірити первинний документ у тому вигляді, в якому він був спочатку розкопаний. Ця ж система дає огляд архітектурних об’ємів, як їх сприймали стародавні. Велика лабораторія в польовому дослідницькому закладі дозволяє консерваторам надавати найкращий догляд на місці під час взаємодії з розкопками.
Особлива увага приділяється документуванню конкретних типів контактів, які спостерігаються в землі. Це робиться з великою деталізацією на рівні кожної окремої функції. З цього автоматично виводиться повна історія осадження всіх елементів, що контактують. Шари розглядаються як сегменти цього континууму, в якому може бути реконструйований один момент осадження. Фази — це періоди, культурно ідентифіковані на основі типологічного та функціонального аналізу. Горизонти - це широкі хронологічні підрозділи, засновані на порівняльному матеріалі і вони можуть бути пов'язані із загальним історичним розумінням.
Однією з найважливіших фіксованих точок відліку для хронології є відбитки на дверних пломбах печатки Тарам-Агаде, дочки Нарам-Сіна, які через стратиграфію можна твердо пов’язати з фазою 3 заселення палацу AP. 
Знахідки з розкопок у Телль-Мозані виставлені в музеї Дейр-ез-Зору . 
Розкопки призупинені під час громадянської війни в Сирії з 2011 року. Ділянка розташована неподалік від турецького кордону та охороняється курдськими військами та командою місцевих робітників. 
Царі міста були відомі під титулом ендан, що означає цар на хурритській мові .  Серед відомих царів Уркеша:
- Тупкіш (бл. 2250 р. до н. е.)
- Тиш-атал (дата невідома)
- Шатар-мат (дата невідома)
- Атал-шен (дата невідома)
- Теірру (бл. 1800 р. до н. е.)

## Подальше читання
- -     - M. Kelly-Buccellati, "Urkesh and the North: Recent Discoveries",  Studies on the Civilization and Culture of the Nuzi and the Hurrians 15, General Studies and Excavations at Nuzi 11/1, pp. 3–28, 2005
    - Giorgio Buccellati and Marilyn Kelly Buccellati, Urkesh/Mozan Studies 3: Urkesh and the Hurrians : A Volume in Honor of Lloyd Cotsen, Undena, 1998, ISBN 0-89003-501-6
    - Rick Hauser, READING FIGURINES: Animal Representations in Terra Cotta from Royal Building AK at Urkesh (Tell Mozan), Undena, 2006, ISBN 0-9798937-1-2
    - Peter M. M. G. Akkermans and Glenn M. Schwartz, The Archaeology of Syria: From Complex Hunter-Gatherers to Early Urban Societies (c.16,000-300 BC), Cambridge University Press, 2004, ISBN 0-521-79666-0
    - Giorgio Buccellati, A Lu E School Tablet from the Service Quarter of the Royal Palace AP at Urkesh, Journal of Cuneiform Studies, vol. 55, pp. 45–48, 2003
    -  Massimo Maiocchi, A Hurrian Administrative Tablet from Third Millennium Urkesh, in Zeitschrift für Assyriologie und vorderasiatische Archäologie, vol. 101(2), December 2011

- - Urkesh excavations (official website)
  - Archaeobotany at Tell Mozan (Tübingen University)
  - 86th Faculty Research Lecture: The Discovery of Ancient Urkesh and the Question of Meaning in Archaeology - Giorgio Buccellati, April 27, 1999 - UCLA webcast (utilizes RealPlayer)
  - World Monuments Fund Tel Mozan

Шаблон:Ancient states and regions of the Levant